# بوفورد (جورجيا)
بوفورد (بالإنجليزية: Buford, Georgia)‏ هي مدينة تقع في مقاطعة غوينيت، جورجيا, مقاطعة هال، جورجيا بولاية جورجيا في الولايات المتحدة. تبلغ مساحة هذه المدينة 38.2 (كم²)، وترتفع عن سطح البحر 361 م، بلغ عدد سكانها 12225 نسمة في عام 2010 حسب إحصاء مكتب تعداد الولايات المتحدة.

## أعلام
- روي كارليل
- كريستي توماس
- أوستين شيبرد

## وصلات خارجية
- http://www.cityofbuford.com/
- Cities & Counties - Georgia.gov